# Eburodacrys seminigra
Eburodacrys seminigra är en skalbaggsart som beskrevs av Pierre Émile Gounelle 1909. Eburodacrys seminigra ingår i släktet Eburodacrys och familjen långhorningar. Inga underarter finns listade i Catalogue of Life.